# 自戀型人格障礙
自戀型人格障碍（英語：Narcissistic personality disorder，簡稱為 NPD）又称自恋型人格、自我陶醉人格，是一種长久性的人格疾患。患者往往會過度誇大自我的重要性，過度渴求別人的讚賞，缺乏同理別人行為的能力。患者會花很多時間，思考如何獲得權力、成功或提升外在形象 。最大的特徵之一，就是患者經常無意識地利用身邊的人。這樣的行為通常始於青春期，陸續在各式各樣的情境中展現。
自戀型人格疾患的成因尚不明朗 。目前，自戀型人格疾患被精神疾病診斷與統計手冊第四版（DSM IV）歸類為B型人格疾患，一般需藉由精神科的專家進行一系列的訪談後，才得以診斷。自戀型人格疾患需要與躁症和物質濫用行為做鑑別診斷。
目前，自戀型人格疾患尚未有明確的治療方式。多數患者並不具有病識感。1925 年，自戀型人格疾患首次被精神分析師罗伯特·韦尔德所記述，現今沿用的病名則首見於 1968 年。目前認為，大約有1%的人，在某個年紀會形成自戀型人格。普遍認為，患者中男性多於女性，而年輕者多於年長者。

## 表现特征
根據DSM-5（精神疾病診斷與統計手冊），自戀型人格障礙症屬於B群人格障礙症（Cluster B personality Disorders），开始于成年期早期并持续至今，表現常有以下特点：
1. 夸大自我重要性，例如：過度的夸大自己的才华、功勞；
2. 只专注于自身的成功、權力、美貌或理想愛情等脫離現實的幻想中；
3. 认为自己的独特該被特殊人物或高位者認定的關聯；
4. 需要過度的被称赞，甚至主動要求稱讚的內容，多數都已和真實的情況過份脫節；
5. 不合理的认为自己擁有特殊权力和获得他人无条件顺从的條件；
6. 处理人际关系时显得自私，以占他人便宜的方式来满足自己的利益需求；
7. 缺乏同理心，不尊重他人的個體感受，也不认同他人的情感需求；
8. 總是在嫉妒别人，或认为别人總是嫉妒他/她；
9. 态度與行為不合常理的過度傲慢。

## 外部連結
- Narcissistic personality disorder （页面存档备份，存于） PubMed
- Narcissistic personality disorder （页面存档备份，存于） Mayo Clinic
- Narcissistic Personality Disorder （页面存档备份，存于） Cleveland Clinic
- Narcissistic personality disorder: research summarized （页面存档备份，存于） PubMed